# 米尔科·约齐奇
米尔科·约齐奇（1940年4月8日—），克罗地亚足球运动员、教练。他曾带领克罗地亚国家队参加2002年国际足联世界杯，结果队伍止步小组赛阶段。